# Romanizzazione dell'EFEO
La romanizzazione dell'École française d'Extrême-Orient (EFEO) fu il sistema di trascrizione fonetica del cinese più utilizzato nel mondo francofono fino alla metà del XX secolo. Fu creato da Séraphin Couvreur della stessa scuola nel 1902. Fu poi soppiantato dall'Hanyu Pinyin.

## Origini
La trascrizione dell'EFEO non prese in prestito la sua fonetica dal cinese standard ufficiale nazionale (普通話T, 普通话S, pǔtōnghuàP). Piuttosto, essa fu sintetizzata indipendentemente in modo che fosse una media dei dialetti cinesi, e mostra un insieme di suoni la cui forma è un po' più vecchia (come nel Latinxua Sinwenz e nella versione più vecchia del Wade-Giles). Quindi, certe parole il cui fonema è [tɕ] (Pinyin: /j/), sono stati trascritti o come /ts/ o come /k/.

## Tabella
| IPA | EFEO     | WG   | Pinyin  |
| --- | -------- | ---- | ------- |
| p   | p        | p    | b       |
| pʰ  | p'       | p'   | p       |
| t   | t        | t    | d       |
| tʰ  | t'       | t'   | t       |
| k   | k        | k    | g       |
| kʰ  | k'       | k'   | k       |
| ts  | ts       | ts   | z       |
| tsʰ | ts'      | ts'  | c       |
| tʂ  | tch      | ch   | zh      |
| tʂʰ | tch'     | ch'  | ch      |
| ʂ   | ch       | sh   | sh      |
| ʐ   | j        | j    | r       |
| tɕ  | k/ts     | ch   | j       |
| tɕʰ | k'/ts'   | ch'  | q       |
| ɕ   | s/h      | hs   | x       |
| w   | ou/w     | w    | w       |
| j   | i/y      | y    | y       |
| ɤ   | ö/é      | o/ê  | e       |
| ɚ   | eul      | êrh  | er      |
| z̩   | eu       | û    | i       |
| ʐ   | e        | ih   | i       |
| y   | u        | ü    | ü/u     |
| u   | ou       | u    | u       |
| ən  | en       | ên   | en      |
| ɤŋ  | eng      | êng  | eng     |
| jɛ  | ie       | ieh  | ie      |
| jɤʊ | ieou/iou | iu   | iu      |
| jɛn | ien      | ien  | ian     |
| wo  | ouo      | o/uo | o/uo    |
| waɪ | ouai     | uai  | uai     |
| weɪ | ouei     | ui   | ui      |
| wan | ouan     | uan  | uan     |
| wən | ouen     | un   | un      |
| ɥœ  | iue      | üeh  | üe/ue   |
| ɥɛn | iuen     | üan  | üan/uan |
| yn  | iun      | ün   | ün/un   |
| jʊŋ | ioung    | iung | iong    |